# 씨마 라마니

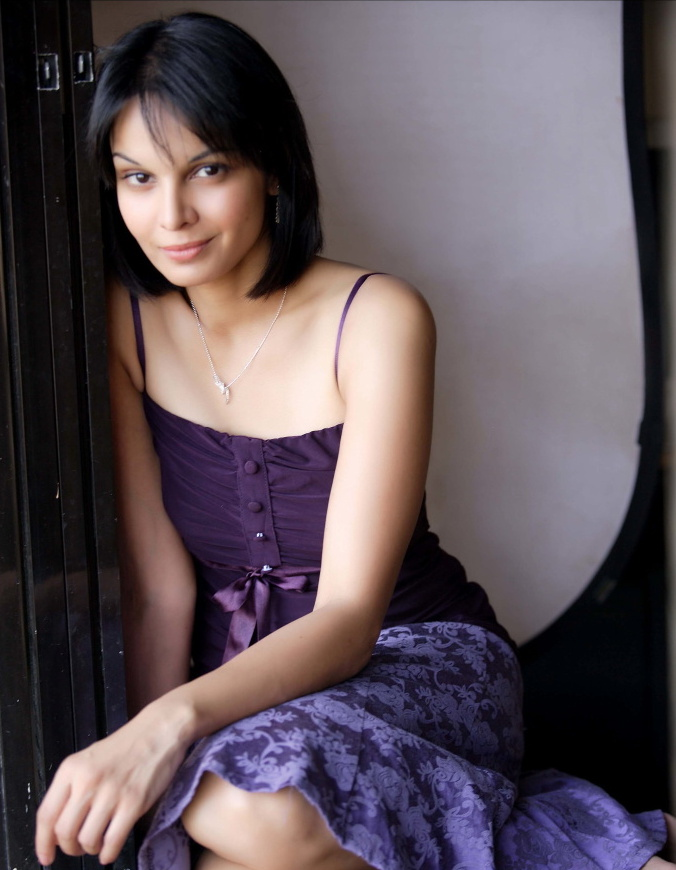

씨마 라마니(Seema Rahmani, 1969년 12월 3일 ~ )는 인도계 미국인 배우, TV 사회자, 영화배우, 텔레비전 배우이다.
쿠웨이트시티에서 태어났다.

## 영화
- 언프리덤 (2015년)
- 갱거 (2010년)